# Szilárd Borbély
Szilárd József Borbély (geboren 1. November 1963 in Fehérgyarmat, Komitat Szabolcs-Szatmár-Bereg; gestorben 19. Februar 2014 in Debrecen) war ein ungarischer Literaturwissenschaftler und Lyriker. 

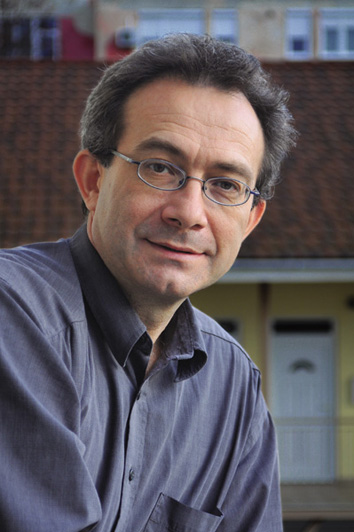
Szilárd Borbély (2013)

## Leben
Szilárd Borbély stammte aus einer armen ("halbjüdischen") Familie, der Großvater väterlicherseits kam im KZ Auschwitz um. Er wuchs in einem Dorf auf und studierte nach dem Wehrdienst Ungarische Sprache und Literatur an der Lajos-Kossuth-Universität in Debrecen. Er wurde 1989 Assistent am Lehrstuhl für Alte Ungarische Literatur und spezialisierte sich auf die ungarische Literatur des Barock und des frühen 19. Jahrhunderts. In seiner Studie A Vanitatum vanitas szövegvilágáról (1995) untersuchte er die Lyrik von Ferenc Kölcsey. 1998 wurde er promoviert.
1988 veröffentlichte er mit Adatok seinen ersten Gedichtband. Borbély nannte Kafka, János Pilinszky, Miklós Mészöly, Péter Nádas und Péter Esterházy als Bezugspunkte seiner dichterischen Arbeit.
Borbély arbeitete als Übersetzer aus dem Deutschen und Englischen, u. a. der Autoren Rumjana Zacharieva, Monika Rinck, Hendrik Jackson, Robert Gernhardt und Durs Grünbein. Zuletzt bereitete er die Übersetzung von Klaus-Michael Bogdals Europa erfindet die Zigeuner ins Ungarische vor, wofür ihm eine „Paul-Celan-Fellowship“ gewährt wurde. Er erhielt zahlreiche ungarische Literaturpreise, darunter den Tibor-Déry-Preis, Attila-József-Preis und den Füst-Milán-Preis.
Bei einem Einbruch in das Haus seiner Eltern wurde seine Mutter getötet, sein Vater schwer verletzt; Borbély bearbeitete in Halotti pompa (2004) das Geschehen dichterisch mit Anleihen an die ihm vertrauten barocken Formen. Er veröffentlichte 2013 seinen ersten Roman, eine nach Borbély „biografisch grundierte, das heißt eingeschränkte Fiktion“. Borbély litt an Depression und beging am 19. Februar 2014 Suizid.

## Werke (Auswahl)
- Adatok. Debrecen : KLTE, 1988.
- A bábu arca / Történet. Budapest : Széphalom, 1992.
- Hosszú nap el. Langgedicht. Pécs : Jelenkor, 1993.
- A Vanitatum vanitas szövegvilágáról. Társaság : Kölcsey, 1995.
- Mint. minden. alkalom. Budapest : Balassi, 1995.
- Ami helyet. Pécs : Jelenkor, 1999.
- Berlin/Hamlet. Pécs : Jelenkor, 2003.
  - Berlin/Hamlet. Gedichte. Aus dem Ungarischen und mit einem Nachwort von Heike Flemming. Berlin: Suhrkamp, 2019, ISBN 978-3-518-22511-0
- Halotti pompa : Szekvenciák. Pozsony : Kalligram, 2004.
- Árkádiában : történetek az irodalom történetéből. Debrecen : Csokonai, 2006.
- Pompa funebris: sekvence. Zblov : Opus, 2006.
- Egy gyilkosság mellékszálai. Budapest : Vigilia, 2008.
- mit Michael Donhauser: Gedichte zweisprachig. Budapest; Wien : Kortina 2009.
- Hungarikum-e a líra? : esszék, kritikák. Budapest : Nemzeti Kulturális Alap, 2012.
- Szemünk előtt vonulnak el : négy dráma. Budapest : Palatinus, 2011.
- Nincstelenek : már elment a Mesijás? Roman. Pozsony : Kalligram Kiadó, 2013. 
  - Die Mittellosen : ist der Messias schon weg?. Roman. Im Anhang zwei Essays des Autors.  Aus dem Ungarischen und mit einem Nachwort von Heike Flemming und Lacy Kornitzer. Berlin : Suhrkamp 2014, ISBN 978-3-518-42450-6.
- Kafkas Sohn. Prosa. Aus dem Ungarischen und mit einem Nachwort von Heike Flemming und Lacy Kornitzer. Berlin : Suhrkamp, 2017 (Fragment aus dem Nachlass), ISBN 978-3-518-42590-9
- In a Bucolic Land, translated from the Hungarian by Ottilie Mulzet (Originaltitel: Bukolikatájban), New York : New York Review Books, 2021, ISBN 978-1-68137-591-5